# 前1080年代
| 千纪： | 前2千纪 |
| 世纪： | 前12世纪 \| 前11世纪 \| 前10世纪                                                                                     |
| 年代： | 前1110年代 \| 前1100年代 \| 前1090年代 \| 前1080年代 \| 前1070年代 \| 前1060年代 \| 前1050年代                       |
| 年份： | 前1089年 \| 前1088年 \| 前1087年 \| 前1086年 \| 前1085年 \| 前1084年 \| 前1083年 \| 前1082年 \| 前1081年 \| 前1080年 |

## 重要事件及趋势
- 铁器时代仍在继续
- 前1089年，传说统治三十七年的雅典国王米郎修斯去世，由他的儿子科德鲁斯即位。
- 古埃及从新王国时期到第三中间期早期阶段的转变仍在继续。
- 前1082年，巴比伦有严重的饥荒
- 根据夏商周断代工程，大约帝乙时代
- 前1080年代早期，古埃及的大祭司赫里霍尔，取代了法老拉美西斯十一世的权威，成为事实上的上埃及的统治者。
- 约前1081年，赫里霍尔死亡。

## 重要人物
- 拉美西斯十一世，古埃及第二十王朝法老
- 赫里霍尔，古埃及大祭司
- 提格拉特帕拉沙尔一世，亚述国王
- 马尔杜克·那丁·阿海、马尔杜克·沙皮克·泽瑞，巴比伦国王
- 米郎修斯、科德鲁斯，雅典国王
- 以利，以色列士师
- 帝乙，商朝国王